# Kotki (Barciany)

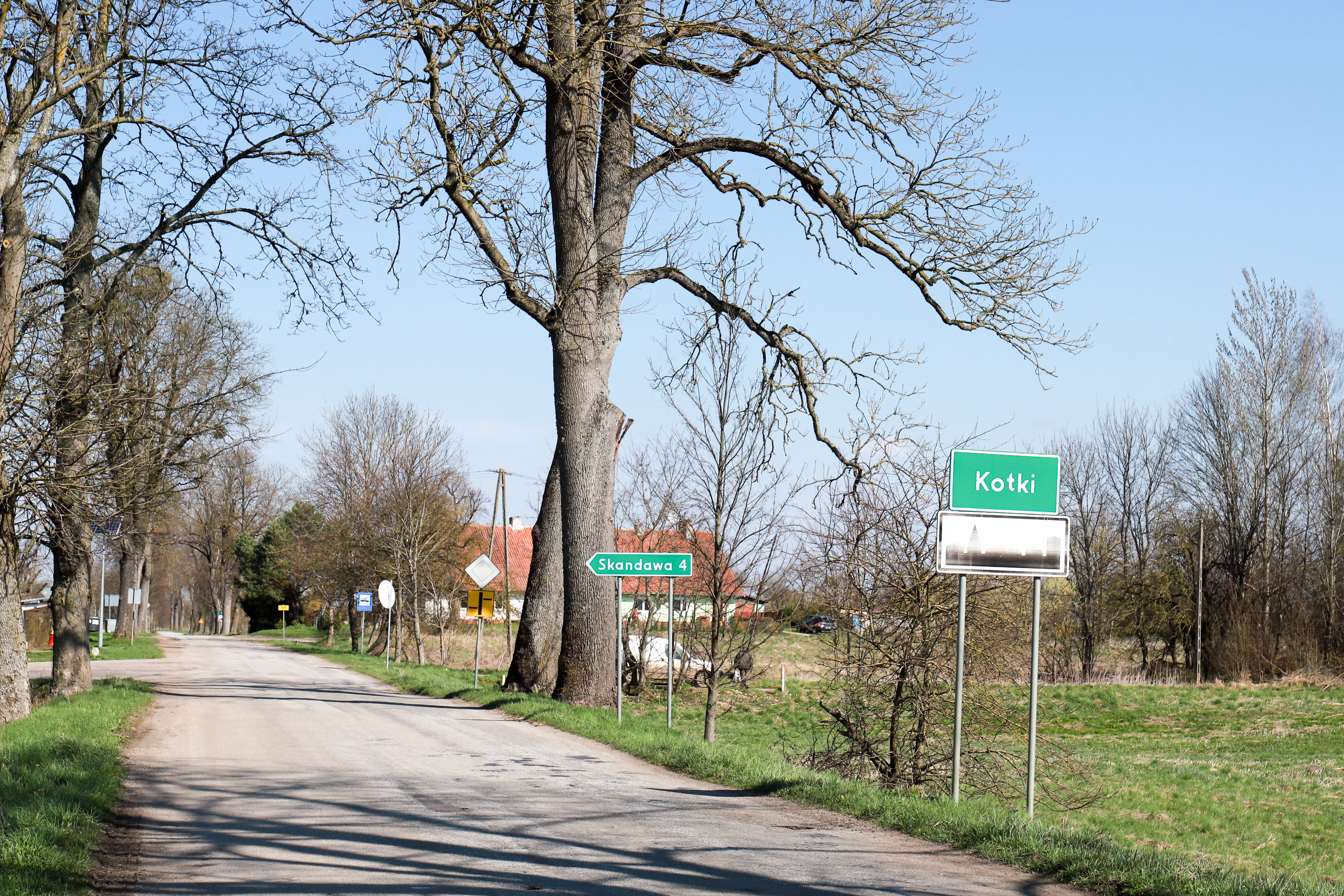
Ortseingang

Kotki (deutsch Krausen) ist ein kleiner Ort in der polnischen Woiwodschaft Ermland-Masuren und gehört zur Gmina Barciany (Barten) im Powiat Kętrzyński (Kreis Rastenburg).

## Geographische Lage
Kotki liegt in der nördlichen Mitte der Woiwodschaft Ermland-Masuren, neun Kilometer südlich der früheren Kreisstadt Gerdauen (heute russisch Schelesnodoroschny) bzw. 22 Kilometer nordwestlich der heutigen Kreismetropole Kętrzyn (deutsch Rastenburg).

## Geschichte
Krausen war ein großes Vorwerk und gehörte bis 1945 zum Gutsbezirk – ab 1928 zur  Landgemeinde – Willkamm (heute polnisch Wielewo) im ostpreußischen Kreis Gerdauen. Im Jahre 1905 zählte der Ort 107 Einwohner.
Als 1945 in Kriegsfolge das gesamte südliche Ostpreußen an Polen überstellt wurde, war auch Krausen davon betroffen und erhielt die polnische Namensform „Kotki“. Heute ist die kleine Siedlung (polnisch Osada) in die Landgemeinde Barciany (Barten) im Powiat Kętrzyński (Kreis Rastenburg) eingegliedert, bis 1998 der Woiwodschaft Olsztyn, seither der Woiwodschaft Ermland-Masuren zugehörig.

## Kirche
Bis 1945 war Krausen in die evangelische Kirche Molthainen (1938 bis 1945 Molteinen, polnisch Mołtajny) in der Kirchenprovinz Ostpreußen der Kirche der Altpreußischen Union sowie in die römisch-katholische Kirche Insterburg (heute russisch Tschernjachowsk) im damaligen Bistum Ermland eingepfarrt.
Heute gehört Kotki zur katholischen Pfarrei St. Anna Mołtajny im jetzigen Erzbistum Ermland sowie zur evangelischen Kirchengemeinde Barciany, einer Filialgemeinde der Pfarrei Kętrzyn in der Diözese Masuren der Evangelisch-Augsburgischen Kirche in Polen.

## Verkehr

### Straße
Kotki liegt an der Nord-Süd-Woiwodschaftsstraße 591 (ehemalige deutsche Reichsstraße 141), die die polnisch-russische Staatsgrenze bei Michałkowo (Langmichels) mit Barciany (Barten) und den Kreisstädten Kętrzyn (Rastenburg) und Mrągowo (Sensburg) verbindet. Eine von Skandawa (Skandau) über Frączkowo (Fritzendorf) kommende Nebenstraße endet in Kotki.

### Schiene
Kotki verfügt über keine reguläre Bahnanbindung. In den Jahren 1951 bis 1956 wurden jedoch westlich des Ortes Bahnschienen als Teil der militärischen Umschlagregion Skandawa errichtet. „Kotki“ wurde der Name einer Umladestation von der Normalspur 1435 mm auf die (russische) Breitspur 1524 mm und der Ort eine Bahnstation an der Bahnstrecke Anielin Gradowo–Wielewo (–Schelesnodoroschny). Vom Endpunkt Skandawa der Bahnstrecke Posen–Toruń–Korsze–Skandawa führt ein Zubringergleis nach Kotki.
Die Bahnstation wurde vor 1990 auch für den Handel zwischen Polen und der Sowjetunion genutzt, wird heute jedoch so gut wie gar nicht mehr in Anspruch genommen.